# Brachiella malabarica
Brachiella malabarica is een eenoogkreeftjessoort uit de familie van de Lernaeopodidae. De wetenschappelijke naam van de soort is voor het eerst geldig gepubliceerd in 1982 door Pillai, Prabha & Balaraman.